# Ficus prostrata
Ficus prostrata là một loài thực vật có hoa trong họ Moraceae. Loài này được (Wall. ex Miq.) Buch.-Ham. ex Miq. mô tả khoa học đầu tiên năm 1867.